# Gonzalo Camacho
Gonzalo Oscar Camacho (Buenos Aires, 28 de agosto de 1984) es un jugador argentino de rugby que se desempeña como wing.

## Selección nacional
Fue convocado a los Pumas por primera vez en mayo de 2008 para enfrentar a los Teros y jugó su último partido en julio de 2015 contra los Wallabies. En total solo disputó 24 partidos y marcó seis tries.

### Participaciones en Copas del Mundo
Participó del Mundial de Nueva Zelanda 2011 donde fue titular en cuatro de los cinco partidos que jugó su seleccionado. Los argentinos fueron eliminados en Cuartos de final, tras caer derrotados por los locales y eventuales campeones del Mundo.
| Mundial                       | Sede          | Resultado        | PJ | Tries |
| ----------------------------- | ------------- | ---------------- | -- | ----- |
| Copa Mundial de Rugby de 2011 | Nueva Zelanda | Cuartos de final | 4  | 0     |

## Palmarés
- Campeón de la Copa Desafío de 2010–11.